# دهستان بروانان شرقی
دهستان بروانان شرقی، یکی از دهستان‌های بخش صومعه شهرستان ترکمانچای در استان آذربایجان شرقی ایران است. مرکز این دهستان، روستای صومعه است.

## جمعیت
بر پایه سرشماری عمومی نفوس و مسکن در سال ۱۳۹۵، جمعیت دهستان بروانان شرقی برابر با ۴٬۱۱۳ نفر بوده است.